# Ernst Stettler
Ernst Stettler (* 17. Juli 1921 in Mellikon; † 28. August 2001 ebenda) war ein Schweizer Radrennfahrer.

## Sportliche Laufbahn
Als Amateur hatte er seinen ersten grossen Erfolg mit dem Sieg in der Meisterschaft von Zürich 1945 vor Hans Hutmacher. Bei den UCI-Strassen-Weltmeisterschaften 1946 wurde er im Rennen der Amateure Vize-Weltmeister hinter Henri Aubry. 1947 wurde er Berufsfahrer im Radsportteam Mondia. In seinem ersten Jahr als Profi wurde er Zweiter der Vier-Kantone-Rundfahrt hinter Pietro Tarchini. 1948 gewann er dann die Nordwestschweizer Rundfahrt und wurde Zweiter hinter Gino Bartali in der Meisterschaft von Zürich 1948.
1949 wurde er beim Sieg von Gottfried Weilenmann Dritter der Tour de Suisse. Er gewann zwei Tagesabschnitte des Etappenrennens. Die Vier-Kantone-Rundfahrt konnte er 1950 vor Fritz Zbinden gewinnen sowie erneut eine Etappe der Tour de Suisse. Ebenfalls 1950 siegte er auf einer Etappe der Schwarzwald-Rundfahrt in Deutschland. In der Tour de France 1950 schied er auf der 6. Etappe aus.